# Département de Collón Curá
Le département de Collón Curá est une des 16 subdivisions de la province de Neuquén, en Argentine. Son chef-lieu est la ville de Piedra del Águila.
Le département a une superficie de 4 330 km2. Sa population s'élevait à 4 395 habitants en 2001. Selon les premiers résultats du recensement de 2010, il comptait 4 530 habitants.

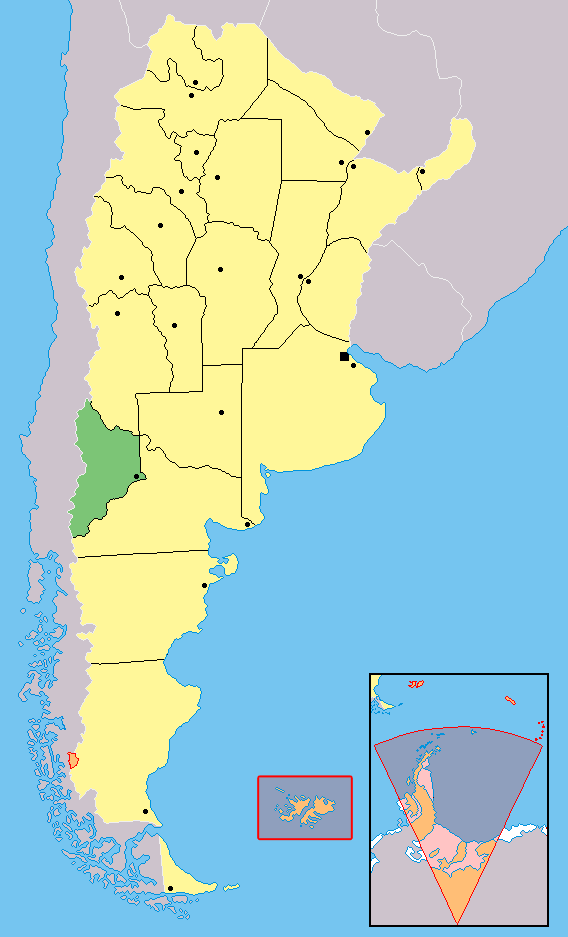
Localisation de la province de Neuquén en Argentine